# Наундог'ї
Наундог'ї (бірм. နောင်တော်ကြီ; 10 серпня 1734 — 28 листопада 1763) — м'янманський правитель у 1760—1763 роках.

## Життєпис

### Молоді роки
Старший син Маун Аун Зеї, мйотуджі Шуебо, та Юн Сан. Народився 1734 року в селі Моксобо, отримавши ім'я Маун Лаук. У тому ж році його батько став заступником вождя долини Му, їхнього рідного регіону. Отримав освіту звичайну для сина дрібного феодала. 1752 році, коли батько повстав, швидко звільнив Аву та центральні райони від монів, Маун Лаук супроводжував того в походах. Після інтронизації Маун Аун Зеї стає офіційним спадкоємцем трону. Отримав титул Дабаїн Мін (князь Дабаїн). У 1754 році в битві біля М'їньян спільно з братом Тадомінсо зазнав поразки від військ Відродженого Гантаваді.
1757 року очолив військову кампанію проти держави Відроджене Гантаваді, внаслідок якого захопив ворожу столицю Пегу. В наступні роки залишався в столиці, тоді як батько здійснював походи проти сусідів. У травні 1760 року успадкував трон, прийнявши ім'я Наундог'ї і титул Тхіріпавара Магадгаммаза.

### Панування
Невдовзі стикнувся із змовою свого молодшого брата Сінб'юшина, який намагався залучити військо для захоплення трону, але марно. Наундог'ї пробачив брата. Водночас він стратив двох командувачів, які йому не подобалися. Провів дві церемонії інтронизації: в Сікайні 1760 року і в Швебо 1761 року.
24 червня 1760 року повстав командувач Мінхаунг Наврахта, який захопив Аву. Лише у грудні вдалося здолати того. В цей час в вересні прийняв капітана Волтера Алвеса, посланця Британської Ост-Індської компанії, який вповноважений був вимагати репарації за пограбування британської факторії на мису Неграйс в жовтні 1759 року. Наундог'ї відмовився розглядати вимогу, але погодився звільнити англійських полонених. Він попросив відновити торгівлю, оскільки йому терміново потрібні боєприпаси. Проте Британська Ост-Індська компанія не вважала цю торгівлю прибутковою.
1761 року повстали Таунгу і Ланна. В першому владу очільником був стрийко володаря Тадотейнхатху. В іншому — владу захопив узурпатор Чао Кхіхут. Останній дозволив Талабану, командувачу знищеної Відродженої Гантаваді використовувати Чіангмай як свою базу для нападу на монські землі. Наприкінці 1761 року Талабан захопив порт Мартабан. Але того невдовзі було розбито. В результаті Талабан відступив до джунглів уздовж річки Салуїн, де почав партизанські дії.
У січні 1762 року Наундог'ї захопив Таунгу, але помилував усіх призвідників цього повстання. На початку 1763 року захопив Ланну, повалив Чао Кхіхута, після чого пройшов до цінського кордону. Невдовзі завдяки дипломатії Талабан здався, його було взято на військову службу. Також було відбито спробу Бгарат Шаха, мейдінгу Манніпура, відвоювати свій трон. Британці, що рухалис яна допомогу не змогли подалати складну місцевість, внаслідок чого увесь поход провалився.
Помер у листопаді 1763 року від золотухи. Йому спадкував брат Сінб'юшин.